# 富谷市立日吉台中学校
富谷市立日吉台中学校（とみやしりつ ひよしだいちゅうがっこう）は、宮城県富谷市日吉台三丁目にある公立中学校。パルタウン大富にある中学校ということから、通称は「パル中」（ぱるちゅう）もしくは「日台中」（にちだいちゅう）。

## 学区
- 富谷市立日吉台小学校学区及び富ケ丘小学校学区の富ケ丘団地。

## 沿革
- 1992年（平成4年） - 富谷町立富谷第二中学校（当時）より分離・開校。
- 2016年（平成28年）10月10日 - 富谷市制施行にともない現校名へ改称。

## その他
学区内の団地であるパルタウン大富とハーモニータウン日吉台は富谷市と大和町に跨っており、大和町側(もみじケ丘と杜の丘)の生徒は日吉台中には通えず5km離れた大和町立宮床中学校に通わなければならない。大和町側の生徒にとっては、同じ団地内に中学校が近いのに行政区域が違うが為に同じ町の遠く離れた中学校への通学を余儀なくされる。ちなみに団地内の小学校は富谷市立日吉台小学校と大和町立小野小学校の2つあり、小学校に関しては近くにある。